# روبرتو ستراوس
روبرتو ستراوس (بالإسبانية: Roberto Strauss) هو سباح مكسيكي، ولد في 24 يونيو 1952.

## وصلات خارجية
- روبرتو ستراوس على موقع الاتحاد الدولي للسباحة (الإنجليزية)
- روبرتو ستراوس على موقع أوليمبيديا (الإنجليزية)